# L'Homme qui prenait sa femme pour un chapeau (opéra)
Pour l’article homonyme, voir L'Homme qui prenait sa femme pour un chapeau.
L'Homme qui prenait sa femme pour un chapeau (titre original en anglais : The Man Who Mistook His Wife for a Hat) est un opéra de chambre en un acte composé par le britannique Michael Nyman. La première création de l’œuvre a lieu en 1986 à Islington. Il s'agit du premier opéra du compositeur.
Le livret de l’œuvre est inspiré du cas d'une personne atteinte d'agnosie visuelle, exposé dans l'ouvrage du neurologue Oliver Sacks L'Homme qui prenait sa femme pour un chapeau. La musique est de style minimaliste. L'opéra questionne l'impact de troubles dans la définition de l'identité d'une personne, opposant une vision centrée sur l'idée d'infirmité à une autre centrée sur l'idée de rapport au monde différent.

## Présentation

### Généralités
L'Homme qui prenait sa femme pour un chapeau est un opéra de chambre composé par Michael Nyman sur un livret de Christopher Rawlence, Michael Morris et Michael Nyman. Michael Morris est le directeur de l’œuvre.
Sur le plan formel, L'Homme qui prenait sa femme pour un chapeau est constitué d'un acte unique,.
L'opéra est inspiré du cas d'une personne atteinte d'agnosie visuelle tiré de l'ouvrage L'Homme qui prenait sa femme pour un chapeau écrit par le neurologue Oliver Sacks. Le thème principal de l’œuvre, l'identité, est traité à travers les questionnements relatifs à la santé mentale impliqués par les cas exposés dans le livre.
La première de l’opéra est donnée en 1986 à Islington (Londres).
L'Homme qui prenait sa femme pour un chapeau est le premier opéra écrit par Michael Nyman.

### Argument
L'histoire s'articule autour de trois personnages : une personne atteinte d'agnosie visuelle (le Dr P.), sa femme et son médecin (le Dr S.).
Progressivement, l'agnosie du Dr. P. l'empêche d'interpréter le monde environnant à la manière de son entourage. L'histoire relate cette évolution et les perceptions différentes que les trois protagonistes en ont.
L'une des scènes finales présente les activités picturales du Dr. P. : les toiles les plus anciennes sont de style réaliste mais deviennent abstraites avec le temps. Pour le médecin, cette évolution traduit principalement la détérioration de l'état de son patient due à l'agnosie. En revanche, la femme du Dr. P. voit dans cette abstraction une expressivité différente et d'une évolution artistique de son mari.
L'opéra se termine par la remarque du Dr. S. à son patient qu'il ne peut que lui prescrire davantage de musique.

## Musique et chant
Pour la partie de chant, trois chanteurs et chanteuses sont nécessaires : un baryton pour le Dr. P., un ténor pour le Dr. S. et une soprano pour la femme du Dr. P. La partie musicale est assurée par un quintette à cordes, un piano et une harpe.
Ne pouvant s'orienter visuellement à la manière des autres personnes, le personnage principal atteint d'agnosie (le Dr. P.) s'oriente grâce à la musique.
Sur le plan musical, L'Homme qui prenait sa femme pour un chapeau est de style minimaliste. Dans cette œuvre, Michael Nyman utilise fréquemment des Lieder de Robert Schumann qu'il fait reprendre aux chanteurs ou dont il propose une adaptation minimaliste,.
Le Lied « Ich grolle nicht » occupe une place prépondérante dans cet opéra. Le compositeur britannique indique avoir pensé à ce Lied en lisant l'ouvrage d'Oliver Sacks, les paroles et le thème du Lied faisant écho pour lui avec les questionnements exposés dans le cas de la personne souffrant d'agnosie visuelle.

## Livret
Le livret, écrit principalement par Christopher Rawlence puis travaillé en collaboration avec Michael Nyman et Michael Morris, est une adaptation d'un cas tiré de l'ouvrage L'Homme qui prenait sa femme pour un chapeau d'Oliver Sacks.
Pour Michael Nyman, le cas de la personne atteinte d'agnosie visuelle questionne le rapport d'une personne atteinte d'un trouble, en l’occurrence perceptif, avec le monde. La personne peut en effet être vue comme porteuse d'une infirmité qui amoindrit progressivement sa perception du monde, mais elle peut aussi être vue comme porteuse d'une perception alternative du monde. De ce point de vue, la scène des tableaux .
Le message final de l’œuvre met l'accent sur le rôle de la musique.

## Histoire et production
L'opéra L'Homme qui prenait sa femme pour un chapeau est composé au milieu des années 1980 par Michael Nyman.
L’œuvre est créée à Islington (Londres) en 1986. Elle y est à nouveau présentée au public en 2017.
En 1987, l'opéra est présenté aux États-Unis pour la première fois à Philadelphie. Quelques jours plus tard, une forme orchestrale est montée à New-York au Musée Guggenheim.
L'orchestre Long Beach Opera West Coast présente l'opéra en Californie en 2012.